# Rodolfo Gil
Rodolfo Hugo Gil (n. 1946) es un político y abogado argentino. Fue embajador de la Argentina ante la Organización de Estados Americanos designado por el presidente Eduardo Duhalde en 2002, cargo en que se mantuvo pese a no ser de diplomático de carrera, durante las presidencias de Néstor Kirchner y Cristina Fernández, hasta junio de 2010. Durante la presidencia de Alberto Fernández, en enero de 2020, fue nombrado como Embajador argentino en Portugal, cargo que ocupó hasta finales de 2023.

## Carrera
Se graduó como Abogado de la Universidad de Buenos Aires y posteriormente estudió Ciencias Políticas y Relaciones Internacionales en la Universidad Nacional Autónoma de México. Fue asesor del ministro de Relaciones Exteriores del presidente Fernando de la Rúa, Adalberto Rodríguez Giavarini, como así también se desempeñó como asesor en cuestiones internacionales de Eduardo Duhalde. Este mismo lo destinó como representante argentino ante la Organización de Estados Americanos (OEA) en abril de 2002, cuando presentó sus cartas credenciales.
Mientras era embajador ante la OEA se sucedieron el golpe de Estado en Venezuela de 2002, del cual el gobierno argentino manifestó su repudio, como así también el caso de corrupción que llevó a la dimisión del secretario general de la organización, Miguel Ángel Rodríguez en 2004. En aquella ocasión el gobierno argentino apoyó, a través de Gil, la salida de Rodríguez y declaró con respecto a la posición del país que «El presidente Kirchner tiene una política muy clara hacia la corrupción. Y como éste no es un gobierno esquizofrénico, no puede ser duro fronteras hacia dentro y hacer la vista gorda fronteras hacia fuera. Creemos que el secretario general debe dar un paso al costado». Por otra parte, en 2009, la Argentina también desconoció el gobierno de Roberto Micheletti en Honduras y actuó en consecuencia en el organismo internacional americano. Salió del cargo en junio de 2010, habiendo anunciado su intención de alejarse del cargo un mes antes.
Entre octubre y diciembre de 2007 se desempeñó como presidente del Consejo Permanente de la OEA.
Se desempeñó como asesor durante la campaña electoral de Roberto Lavagna en 2019. El presidente electo en aquella elección, Alberto Fernández, envió su pliego como embajador en Portugal en enero de 2020, siendo aprobado al mes siguiente.